# Guillaume Restes
Guillaume Lino Restes (ur. 11 marca 2005 w Tuluzie) – francuski piłkarz iworyjskiego pochodzenia grający na pozycji bramkarza we francuskim klubie Toulouse FC. Młodzieżowy reprezentant Francji. Uczestnik Letnich Igrzysk Olimpijskich 2024 w Paryżu.